# Ouvrez le chien
Pour plus de détails, voir Fiche technique et Distribution.
Ouvrez le chien est un film français réalisé par Pierre Dugowson, sorti en 1997

## Fiche technique
- Réalisation : Pierre Dugowson
- Scénario :  Pierre Dugowson
- Production : Michelle Plaa
- Photographie : Denis Rouden
- Montage :  Axelle Malavieille, Erasmo DiFonzo
- Son :  Christine Charpail, Anne Le Campion
- Musique :  Pierre Dugowson
- Société de production : AMA Productions, Bandits Productions
- Pays d'origine :  France
- Format : couleur
- Genre : comédie
- Durée : 80 minutes (1 h 20)
- Date de tournage : automne 1996
- Dates de sortie :
  -  France : 1997

## Distribution
- Clovis Cornillac : Thomas
- Carlo Brandt : Franck
- Caroline Proust : Marianne
- Philippe Duquesne : Strasser
- Artus de Penguern : Delhens
- Luca Vellani : Luca
- Beppe Clerici : Guido
- Arno Chevrier : Antoine
- Gilles David : Warrick
- Atmen Kelif : Atmen

## À noter
- Le film a été écrit et tourné à la gare Canfranc en Espagne, alors abandonnée depuis plus de 25 ans.
- Deux mois avant le tournage, Clovis Cornillac et Carlo Brandt jouaient ensemble les rôles principaux d' "Edouard II" de Christopher Marlowe, mis en scène par Alain Françon, sur la scène de la cour d'honneur au festival d'avignon.